# Женская сборная Туниса по баскетболу 3×3
Женская сборная Туниса по баскетболу 3×3 представляет Тунис на международных соревнованиях по баскетболу 3×3. Управляющим органом является Федерация баскетбола Туниса (фр. Fédération Tunisienne de Basket-Ball).
По состоянию на 22 сентября 2024, женская сборная Туниса по баскетболу 3×3 занимает 63-е место в мировом рейтинге ФИБА женских сборных по баскетболу 3×3.

## Результаты выступлений
| Турнир                           | Золото | Серебро | Бронза | Всего |
| -------------------------------- | ------ | ------- | ------ | ----- |
| Чемпионат мира по баскетболу 3×3 | —      | —       | —      | —     |
| Чемпионат Африки                 | —      | —       | —      | —     |
| Африканские игры                 | —      | —       | —      | —     |
| Средиземноморские игры           | —      | —       | —      | —     |
| Итого                            | —      | —       | —      | —     |

### Чемпионат мира по баскетболу 3x3
| Год         | Место          | Игры           | Победы         | Поражения      | Состав команды                                           |
| ----------- | -------------- | -------------- | -------------- | -------------- | -------------------------------------------------------- |
| 2012        | не участвовали | не участвовали | не участвовали | не участвовали | не участвовали                                           |
| Москва 2014 | 18             | 5              | 1              | 4              | Houda Hamrouni, Hela Msadek, Nadia Hamzaoui, Rabeb Rebai |
| 2016—н. в.  | не участвовали | не участвовали | не участвовали | не участвовали | не участвовали                                           |

### Чемпионат Африки
| Год        | Место          | Игры           | Победы         | Поражения      | Состав команды                                                      |
| ---------- | -------------- | -------------- | -------------- | -------------- | ------------------------------------------------------------------- |
| 2017—2019  | не участвовали | не участвовали | не участвовали | не участвовали | не участвовали                                                      |
| Каир 2022  | 4              | 6              | 2              | 4              | Maroua Baccar, Abir Jedidi Bagane, Nour El Houda Nasri, Marwa Shili |
| 2023—н. в. | не участвовали | не участвовали | не участвовали | не участвовали | не участвовали                                                      |

### Африканские игры
| Год        | Место          | Игры           | Победы         | Поражения      | Состав команды                                                 |
| ---------- | -------------- | -------------- | -------------- | -------------- | -------------------------------------------------------------- |
| Рабат 2019 | 6              | 3              | 2              | 1              | Yosra Noura, Abir Jedidi Bagane, Abir Haddadi, Mariem Trabelsi |
| 2023       | не участвовали | не участвовали | не участвовали | не участвовали | не участвовали                                                 |

### Средиземноморские игры
| Год       | Место          | Игры           | Победы         | Поражения      | Состав команды                                             |
| --------- | -------------- | -------------- | -------------- | -------------- | ---------------------------------------------------------- |
| 2018      | не участвовали | не участвовали | не участвовали | не участвовали | не участвовали                                             |
| Оран 2022 | 6              | 6              | 2              | 4              | Sirine Ben Gara, Hibet Ben Rhouma, Abir Jdidi, Marwa Shili |